# Lira da braccio

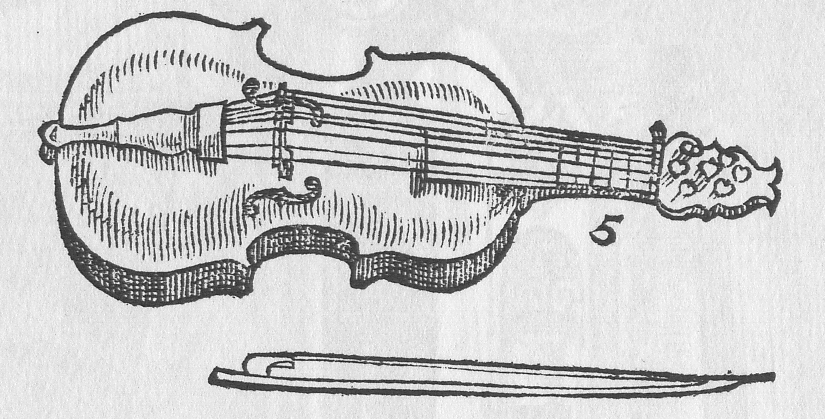
"Italianische lyra de bracio" zoals afgebeeld door Michael Praetorius in zijn Syntagma musicum

De lira da braccio is een met een strijkstok bespeeld snaarinstrument, dat gedurende de renaissance in zwang was, vooral in de Italiaanse muziek.